# Узбекистан на Зимским олимпијским играма 2014.
Узбекистану је ово шесто учествовање на Зимским олимпијским играма. У Сочииу на Олимпијским играма 2014., учествовао је са троје такмичара (два мушкарца и 1 жена) који су се такмичили у два спорта алпском скијању и уметничкоом клизању. 
Узбекистан је остао у групи земаља које нису освојиле ниједну медаљу на овим играма.
Заставу Узбекистана на свечаном отварању и затварању Олимпијских игара 2016. носила је алпска скијашица Ксенија Григорјева.

## Резултати

### Алпско скијање
Мушкарци
| Такмичар      | Дисциплина | Резултати | Резултати | Резултати | Резултати | Резултати | Резултати | Резултати      | Детаљи |
| Такмичар      | Дисциплина | 1. трка   | Пласман   | 2. трка   | Пласман   | Укупно    | Заостатак | Пласман/учес   | Детаљи |
| ------------- | ---------- | --------- | --------- | --------- | --------- | --------- | --------- | -------------- | ------ |
| Артем Воронов | Велеслалом | 1:00,42   | 70.       | 1:10,54   | 40.       | 2:10,96   | +29,12    | 39. / 43 (115) |        |
| Артем Воронов | Слалом     | 1:37,09   | 72.       | 1:38,36   | 68.       | 3:15,45   | +30,16    | 67. / 72 (109) |        |

### Жене
| Такмичар           | Дисциплина | Резултати | Резултати | Резултати               | Резултати               | Резултати               | Резултати               | Резултати               | Детаљи |
| Такмичар           | Дисциплина | 1. трка   | Пласман   | 2. трка                 | Пласман                 | Укупно                  | Заостатак               | Пласман/учес            | Детаљи |
| ------------------ | ---------- | --------- | --------- | ----------------------- | ----------------------- | ----------------------- | ----------------------- | ----------------------- | ------ |
| Ксанија Григорјева | Слалом     | 1:07,77   | 55.       | Није завршила такмичење | Није завршила такмичење | Није завршила такмичење | Није завршила такмичење | Није завршила такмичење |        |
| Ксанија Григорјева | Слалом     | 1:34,56   | 67.       | 1:36,98                 | 65.                     | 3:11,54                 | +34,67                  | 64 / 67 (90)            |        |

### Уметничко клизање
| Клизач/ица | Дисциплина           | Кратки програм | Кратки програм | Слободни састав | Слободни састав | Укупно | Укупно        | Детаљи | Детаљи |
| Клизач/ица | Дисциплина           | Оцене          | Пласман        | Оцене           | Пласман         | Оцене  | Пласман/учес. |        |        |
| ---------- | -------------------- | -------------- | -------------- | --------------- | --------------- | ------ | ------------- | ------ | ------ |
| Миша Ге    | Мушкарци појединачно | 68,07          | 18             | 135,19          | 17              | 203,26 | 17. / 24 (39) |        |        |